# Spartak Galejewitsch Achmetow
Spartak Galejewitsch Achmetow (russisch Спартак Галеевич Ахметов, Transliteration Spartak Galejevič Achmetov; * 8. Juni 1949 in Sterlibaschewo, Baschkirische ASSR) ist ein russischer Ingenieur und Politiker der Partei Einiges Russland.

## Leben
Achmetow schloss 1968 die Technische Industriehochschule Salawat beim Ministerium für petrochemische Industrie der UdSSR ab. 1979 absolvierte er das Erdölinstitut von Ufa (heute Staatliche Technische Erdöluniversität Ufa).
Von 1987 bis 1992 war Achmetow Vorsitzender des Exekutivausschusses des Stadtrats von Sterlitamak. Zwischen 1992 und 2007 bekleidete er den Posten des Vorsitzenden der Stadtverwaltung von Sterlitamak.
Achmetow ist seit 2007 Abgeordneter der Russischen Duma. In jüngeren Jahren war er Mitglied der KPdSU später wurde er dann Mitglied der Partei Einiges Russland.

## Preise und Auszeichnungen (Auswahl)
- Orden der Freundschaft
- Ehrenzeichen der Sowjetunion